# Lluís Gassó i Carbonell
Lluís Gassó i Carbonell (Barcelona, 1 de julio de 1916 - Barcelona, 21 de septiembre de 2010) fue un escritor español.

## Biografía
Estudió música, piano y violín bajo la dirección de Francesc Baldelló y después en el Conservatorio del Liceu con los maestros Moner y Guérin. Fue funcionario de la Diputación de Barcelona y uno de los fundadores del Grup ESTUDI el año 1939, que editaba la revista Estimats Amics (1941-1942). Durante veinte años fue corrector y colaborador de la editorial Glosa. Su poesía fue influida por Carles Riba y principalmente por Josep Maria López-Picó. Fue Mestre en Gai Saber en 1977. En 2002 recibió el Premio Creu de Sant Jordi por su impulso a la normalización de la lengua y la cultura catalana en los años de resistencia al franquismo. Gassó era yerno del escritor y lingüista Josep Miracle i Montserrat.

## Obras

### Poesía
- Artifici (1946)
- Imatges solitàries (1947)
- Poema de l'amic (1950)
- Atzurs rebels (1951)
- Arbre (1955)
- Llegenda i veritat (1956)
- Cançons en l'aire (1966)
- Ciutat oberta (1978)
- Lliçó de temps (1982, premi Ciutat de Barcelona 1975).
- Festa (1991, premi Josep Maria Lopez-Pico de Vallirana, 1977).
- Collita Intemporal (1992)
- Cor i pensament (1999)
- El Verb solitari (2003)
- Reialme interior (2005)

### Cuentos
- Contes intemporals (2008)

### Teatro
- La difícil veritat (1950)
- Parèntesi primaveral (1951)
- Nausica (1951) del llibret de l'òpera d'Agustí Cohí Grau.

### Ensayo
- Apunts per a un assaig d'introspectiva poètica (1966)